# WASP-29
WASP-29 är en dubbelstjärna i den norra delen av stjärnbilden Fenix. Den har en kombinerad skenbar magnitud av ca 11,33 och kräver ett teleskop för att kunna observeras. Baserat på parallax enligt Gaia Data Release 3 på ca 11,4 mas, beräknas den befinna sig på ett avstånd på ca 285 ljusår (ca 88 parsek) från solen. Den rör sig bort från solen med en heliocentrisk radialhastighet på ca 24 km/s. Stjärnan ingår kinematiskt i den tunna skivan av Vintergatan.

## Egenskaper
Primärstjärnan WASP-29 A är en orange till gul stjärna i huvudserien av spektralklass K4 V, som har liten stjärnfläcksaktivitet och låg röntgenstrålning. Den har en massa som är ca 0,83 solmassa, en radie som är ca 0,81 solradie och har en effektiv temperatur av ca 4 800 K.
Följeslagaren WASP-29 B, med gemensam egenrörelse, upptäcktes 2021. Den är en röd dvärg av spektralklass M3 V med en massa av 0,38 solmassa.

## Planetsystem
Exoplaneten WASP-29b, av typen "het Saturnus", upptäcktes 2010 i omlopp kring WASP-29. Planeten kan ha en jämviktstemperatur på 960 ± 30 K. Planetens atmosfären innehåller rikligt med kolmonoxid men saknar sannolikt metan och natrium, även om ett högt och tätt molntäcke hos planeten förhindrar högkvalitativa spektroskopiska mätningar. En studie 2018 visar att stabiliteten hos planetbanor i den beboeliga zonen för WASP-29 påverkas avsevärt av WASP-29b-planeten.
| Planet | Massa            | Halv storaxel (AE) | Siderisk omloppstid (d) | Excentricitet | Inklination    | Radie            |
| ------ | ---------------- | ------------------ | ----------------------- | ------------- | -------------- | ---------------- |
| b      | 0,243 ± 0,019 MJ | 0,04566 ± 0,00061  | 3,92974 ± 0,00013       | 0,03 ± 0,03   | 89,468 ± 0,017 | 0,755 ± 0,031 RJ |